# Anton Doncev
Anton Nikolov Doncev (în bulgară Антон Николов Дончев, n. 14 septembrie 1930, Burgas, Regatul Bulgariei – d. 20 octombrie 2022, Stolicina obștina, Sofia-capitala, Bulgaria) a fost un scriitor bulgar de romane istorice și scenarist de filme dramatice istorice bulgare. Din 2003 este membru al Academiei Bulgare de Științe. Este cunoscut în țară și în străinătate pentru romanul său Vremuri de răscruce (în bulgară Време разделно). 

## Biografie
A absolvit Liceul din Veliko Tărnovo în 1948 și a absolvit „Dreptul” la Universitatea din Sofia în 1953. A demisionat din prestigiosul post de judecător la Veliko Tarnovo și a început să scrie ca profesie. 

## Activitate politică
Anton Doncev este co-fondator al Comitetului de Creație „Consolidare”, format din persoane apropiate Partidului Comunist Bulgar până în 10 noiembrie 1989, și în prezent din persoane aflate în Partidul Socialist Bulgar, comitet în care se află și fostul președinte bulgar Gheorghi Părvanov, precum și alți scriitori, editori, sportivi și actori. 

## Familie
Prima soție a lui Anton Doncev a fost maestra bulgară de șah Evelina Trojanska. Anton Doncev, la aniversarea a 79 de ani, s-a căsătorit cu Rayna Vasileva, în vârstă de 64 de ani, fostă jurnalistă de la Radioul Național Bulgar.

## Lucrări scrise
Primul său roman, Mărturia lui Samuel, a fost publicat în 1961. Cea de-a doua carte a sa a fost Vremuri de răscruce, care a descris islamizarea în țările bulgare a populației din munții Rodopi în secolul al XVII-lea. Scris în 1964, în doar 41 de zile (conform mărturiei autorului), scriitorul a devenit celebru cu acest roman. Vremuri de răscruce a fost tradus și publicat în străinătate. A avut o nominalizare din partea Fundației Jane și Irving Stone pentru cel mai bun roman istoric.  
Romanul Vremuri de răscruce a fost ecranizat în 1987 de regizorul Liudmil Staikov. Filmul Vremea cruzimii a fost împărțit în două părți (capitole) 1. Amenințarea (заплахата) și 2. Cruzimea (насилието). În iunie 2015, Vremea cruzimii a fost ales cel mai îndrăgit film al telespectatorilor bulgari în „Pantofii lustruiți ai cinematografiei bulgare” („Лачените обувки на българското кино“), un sondaj la scară largă a publicului de către Televiziunea Națională Bulgară.
Pentru cititorii bulgari, Vremuri de răscruce  este a doua cea mai mare carte din toate timpurile, potrivit sondajului Golyamoto chetene din 2008 – 2009 realizat de către Televiziunea Națională Bulgară. Pe primul loc s-a clasat lucrarea lui Ivan Vazov, Sub jug (în bulgară Под игото).

### Controverse
O serie de surse contemporane indică faptul că romanul Vremuri de răscruce a fost comandat de regimul comunist ca parte a unei campanii de propagandă în sprijinul asimilării forțate a turcilor bulgari în anii 1960, în sprijinul așa-numitului „Proces de renaștere” (în bulgară Възродителен процес). Acuzații similare au fost aduse și ecranizării romanului, Vremea cruzimii.
La sfârșitul anului 2013, scriitorul a răspuns personal acestor atacuri și a negat că romanul ar fi fost comandat de cineva, precizând că acesta a fost scris pe baza unor evenimente istorice documentate. Cu toate acestea, unele mijloace de comunicare susțin că evenimentele pe care romanul le recreează se bazează pe documente istorice false.
Comitetul Nobel a publicat informații despre candidații la Premiul Nobel pentru literatură pentru o perioadă de 50 de ani, iar numele lui Anton Doncev nu a apărut printre cei aproximativ 80 de candidați din 1964 și 1965 (când a apărut Vremuri de răscruce).
Cu toate acestea, potrivit unor ziare bulgare, Anton Doncev a fost nominalizat de trei ori la Premiul Nobel pentru literatură, devenind al doilea bulgar care a fost nominalizat la acest premiu. Conform acestor publicații, nominalizarea sa a fost retrasă din cauza intrigilor unor oameni invidioși. Din nou, potrivit presei bulgărești, în 2005 Anton Doncev ar fi pierdut cu un singur vot în fața britanicului Harold Pinter, iar în 2006 a fost depășit de romancierul turc Orhan Pamuk.

## Filme
- Vremea cruzimii, Време на насилие (1988)
- Milioanele lui Privalov, Милионите на Привалов (1983)

Este un miniserial germano-bulgar (Die priwalov'schen Millionen) cu 6 episoade. Ecranizare a romanului omonim scris de Dmitri Mamin-Sibiriak.
- Întoarcerea de la Roma, Завръщане от Рим  (1977)
- De cealaltă parte a oglinzii, От другата страна на огледалото  (1977)
- Ardeți, să fie lumină, Изгори, за да светиш  (1976)
- Haita, Глутницата  (1972)
- Kaloyan, Калоян  (1963)

Film istoric dramatic despre țarul Ioniță Caloian.

## Vezi și
- Listă de scriitori bulgari